# Zaklanec
Zaklanec este o localitate din comuna Horjul, Slovenia, cu o populație de 191 de locuitori.